# Медаль «За заслуги добровольцев восточноафриканской кампании»
Медаль «За заслуги добровольцев восточноафриканской кампании 1935—1936» была учреждена королевским указом № 2163 от 1939 года, распространившем награждение медалью «За заслуги добровольцев итало-австрийской войны 1915—1918» на всех тех, кто добровольно поступил на военную службу и принял участие в восточноафриканской кампании 1935—1936 годов и отличился достойной службой. Медаль была упразднена в 2010 году.

## Критерия награждения
Награждение распространялось на военнослужащих Вооруженных сил государства, а также на персонал Итальянского Красного Креста, на военизированных и гражданских лиц сопровождавших оперативных подразделений, принимавших участие в операциях Восточноафриканской кампании 1935—36 годов или нёсшие службу на море или в небе, связанную с военной компанией. К ним применялись положения о награждении медалью «За заслуги добровольцев итало-австрийской войны 1915—1918».
Медаль вручалась тем, кто уехал по призыву в Восточную Африку, или кто уже находился там и подтвердил своё участие в кампании.
Общим условием было:
- Нахождение в регионе в период с 3 октября 1935 по 5 мая 1936 года;
- Участие в военных операциях или выполнение службы на море или в небе, связанных с военной кампанией;

Добровольное участие должно было быть подтверждено соответствующим документом или, при его отсутствии, заявлением командира корпуса, удостоверяющим, что заинтересованное лицо просило или с ним консультировались перед выездом в Восточную Африку или что оно просило оставаться там в случаях, указанных выше.
Участие в кампании могло быть подтверждено как минимум одной из следующих наград или почётных знаков отличия, предоставленных заявителю по результату окончания военных действий:
- Савойский военный орден[итал.]*;
- Факт продвижения по службе или назначения за военные заслуги;
- Медаль или крест «За воинскую доблесть»[англ.];
- Крест «За боевые заслуги»;
- Знак за ранение на войне.

Те, кто, несмотря на обладание званиями, были сочтены недостойными быть награждёнными из-за каких-то серьёзных проступков, исключались из концессии.

## Награждение
Для получения медали военнослужащие должны были в течение одного года со дня опубликования учредительного указа обратиться за ней в министерство того рода войск, в которых они служили:
- Военное министерство для солдат Королевской армии, Добровольной милиции национальной безопасности, Королевской Финансовой гвардии, для персонала Итальянского Красного Креста[итал.] и для военизированных;
- Министерство военно-морского флота[англ.] для моряков;
- Министерство авиации для лётчиков;
- Министерство итальянской Африки[итал.] для членов подразделений колониальных войск и для гражданских лиц, следующих за действующими подразделениями.

Компетентное министерство, удостоверившись в праве лица на награждение, выдав патент на медаль.

## Знаки отличия
Лента шириной 37 мм малинового цвета с 5 сегментами (3 синих и 2 черных) в центре ленты от памятной медали «За военные действий в Восточной Африке».
Характеристики чеканки (форма, размеры и гравировка) медали должны были быть установлены последующим королевским указом, который так и не был обнародован, поэтому существовало несколько вариантов, произведенных частными компаниями, которые создали ее путем внесения незначительных изменений в медаль, установленную для добровольцев времен Первой мировой войны: на реверсе добавлена надпись «A.O.» («Восточная Африка») и фасция, или «A.O.I.» («Итальянская Восточная Африка»).